# Амурски лиман
Аму̀рският лиман (на руски: Амурский лиман) е залив в югозападната част на Охотско море, между континенталната част на Азиатска Русия на запад и северната част на остров Сахалин на изток.
На юг чрез тесния проток Невелски и широкия Татарски проток се свързва с Японско море, а на север чрез Сахалинския залив с – Охотско море. Дължина от север на юг около 185 km, най-голяма ширина около 40 km, дълбочина 3 – 4,5 m. Западните му, континентални брегове са силно разчленени и планински, а източните – ниски и пясъчни. В югозападната му част има няколко острова, най-голям от които е Пиламиф. В северозападния му край чрез голям естуар се влива река Амур. Замръзва през ноември, а се размразява през май. Приливите му са неправилни денонощни с величина до 2 m.
В крайната му северозападна част, в устието на Амур е разположен град Николаевск на Амур.
Амурският лиман е открит в края на май 1645 г. от руския първопроходец Василий Поярков, който от устието на река Амур навлиза в залива и пръв плава в него на север. През юни 1849 г. лейтенант Пьотър Казакевич, участник в експедицията на капитан Генадий Невелски навлиза в залива от север и достига до устието на Амур. През юли същата година Генадий Невелски с лодка и няколко моряци плава и изследвава южната част на залива и открива протока Невелски, който го свързва с Японско море, като по този начин доказва островното положение на Сахалин.